# Kórnik (zámek)
Kórnik je zámek nacházející se na západě Polska v okrese Poznaň ve Velkopolském vojvodství, v přibližně dvacetikilometrové vzdálenosti jihovýchodním směrem od města Poznaň. Zbudovat jej nechala během 15. století rodina Górkových, kteří se v té době řadili mezi jednu z nejvlivnějších a nejmajetnějších rodin v celé Poznani. Začátkem 19. století, kdy stavba patřila jiné významné rodině Dzialyńských, byl zámek částečně přebudován.
V zámku mohou návštěvníci obdivovat podlahy zhotovené z tvrdého dřeva nebo vyřezávané portály. Zámek uchovává sbírky výtvarného umění a dále vojenských předmětů. Nacházely se zde například polské kroje nebo bojové palcáty. Zdejší knihovna obsahuje vzácné dokumenty jako například Justiniánův kodex, který je napsaný na papyru a navíc ozdobený zlatem, nebo romantická novela Clisson a Eugenia napsaná Napoleonem Bonapartem. V paláci se dochovalo i původní zařízení včetně nábytku. K nejzajímavějším se řadí tak zvaný Maurský sál, jehož zařízení je inspirováno objektem Alhambra vybudovaném ve španělském městě Granada.
Kolem zámku se rozkládá arboretum zřízené v 19. století. Roste v něm 2500 druhů rostlin a stromů.